# Sara Forestier
Sara Forestier (Kopenhagen, 4 oktober 1986) is een Frans actrice.

## Biografie
Sara Forestier ging al op jonge leeftijd op audities en kreeg in 2001 haar eerste kleine rol te pakken. Haar doorbraak kwam er in 2004 met haar rol in L'Esquive waarvoor ze in 2005 de César voor beste jong vrouwelijk talent kreeg en de Franse Étoile d'Or voor beste beloftevolle actrice. Vanaf 2007 speelde ze ook rollen in het theater. Voor haar naaktrol in de film Le Nom des gens uit 2010 kreeg ze vervolgens zowel een Étoile d'Or als een César voor beste actrice. Forestier werd nogmaals genomineerd voor een César voor beste actrice in de film Suzanne (2013).
In 2017 draaide Forestier haar eerste langspeelfilm: het drama M.

## Filmografie

### Actrice

#### Films
- 2001 - Les Fantômes de Louba
- 2002 - La Guerre à Paris
- 2004 - L'Esquive
- 2005 - Les Courants (korte film)
- 2005 - Un fil à la patte
- 2005 - Le Courage d'aimer
- 2005 - Combien tu m'aimes ?
- 2005 - Hell
- 2006 - Quelques jours en septembre
- 2006 - Perfume: The Story of a Murderer
- 2007 - Jean de La Fontaine, le défi
- 2007 - Chacun son cinéma, sketch Cinéma érotique van Roman Polanski
- 2008 - Une femme en miroir
- 2008 - Sandrine nella pioggia
- 2009 - Humains
- 2009 - Les Herbes folles
- 2009 - Victor
- 2009 - Redrum
- 2010 - Le Nom des gens
- 2010 - Gainsbourg, vie héroïque
- 2011 - Hitler à Hollywood
- 2012 - Une nuit
- 2012 - Télé gaucho
- 2013 - Suzanne
- 2013 - Mes séances de lutte
- 2013 - L'amour est un crime parfait
- 2015 - La Tête haute
- 2016 - Primaire
- 2017 - M
- 2021 - Playlist
- 2024 - Trois Amies

#### Televisie
- 2003 - Quelques jours entre nous
- 2004 - À cran, deux ans après
- 2008 - Revivre (televisieserie)

### Regisseur

#### Korte films
- 2005 - Ça se voit direct
- 2008 - T MOI
- 2009 -  Un, deux, toi

#### Langspeelfilm
- 2017 - M

## Theater
- 2007 - L'Autre van Florian Zeller (Comédie des Champs-Élysées)
- 2008 - Confession d'une jeune fille van Marcel Proust
- 2009 - La Nuit de l'iguane van Tennessee Williams, (MC93 Bobigny)
- 2009 - Roberto Zucco van Bernard-Marie Koltès, (Théâtre de la Ville)
- 2010 - Interview van Theo Van Gogh (Studio des Champs-Élysées)

## Prijzen en nominaties
De belangrijkste:
| Jaar | Prijs       | Categorie                    | Genomineerde(n) | Uitslag     |
| ---- | ----------- | ---------------------------- | --------------- | ----------- |
| 2014 | César       | Beste actrice                | Suzanne         | Genomineerd |
| 2011 | César       | Beste actrice                | Le Nom des gens | Gewonnen    |
| 2011 | Étoile d'Or | Beste actrice                | Le Nom des gens | Gewonnen    |
| 2005 | César       | Beste jong vrouwelijk talent | L'Esquive       | Gewonnen    |
| 2005 | Étoile d'Or | Beste beloftevolle actrice   | L'Esquive       | Gewonnen    |